# オールインエンタテインメント
株式会社オールインエンタテインメント（ALL IN ENTERTAINMENT CO.,LTD.）は、東京都港区に所在する日本の映画、オリジナルビデオ及び映像コンテンツの販売会社。旧社名は株式会社GPミュージアムソフト。代表作は『首領への道』（主演:清水健太郎・白竜）『極道の紋章 レジェンド』シリーズ（主演：白竜）。

## 概要
1987年、教育関連のビデオソフト販売会社として大阪市で創立。
1995年、親会社「グランプリ」が映画製作会社「エクセレントフィルム」と組んで映像ビジネスを始めたことに伴って社名を「ミュージアム」に変更し、本格的にビデオソフトビジネスに参入した。過去のエクセレントフィルム作品のビデオソフトの発売のほか、オリジナル作品の企画・製作・販売も始めた。
その後、任侠ものなどのジャンルシリーズでヒットを連発し、オリジナルビデオ業界での地位を確立した。2014年までには各種ジャンルを取り揃える総合メーカーの大手の一角を占めていた。
「GPミュージアムソフト」の設立及びその社名での営業開始日は、2003年7月18日。
2010年から2012年まで男優が主役のアウトローモノの「BOSS」レーベルを、2010年から2015年まで女優が主役の「KISS」レーベルを展開した。
2011年2月3日、株式会社ライツキューブが設立される。
2011年10月1日、幅広いラインナップの提供と営業及び制作業務を拡大するとともに強化・充実するため、社名を「株式会社GPミュージアムソフト」から「株式会社オールイン エンタテインメント」（ALL IN ENTERTAINMENT）へ改称した。
2020年8月3日より株式会社ライツキューブ（Rights Cube）の子会社となり、同一住所（東京都港区白金台5丁目3番6号）に転居。オールインエンタテイメントが販売元の作品紹介もライツキューブ公式サイトに一本化された（ただし、掲載されていない過去作品あり）。
オールイン エンタテインメントが1巻から務めていた『日本統一』シリーズの販売元は、2021年5月25日リリースの45巻からライツキューブに移行した。
『極道の紋章 レジェンド』の販売元は、最新作「第二十章」2024年4月25日リリース現在、オールイン エンタテインメントのままである。

## 製作
- ヤ・ルゼ
- コンセプトフィルムズ
- クリエイト21
- ハッピーナインAZABU
- アドバンス
- プラウドマン
- シネマパラダイス
- スターコーポレーション21
- サテライト
- ラスカル
- 真樹プロダクション
- RIKIプロダクション
- 西口エンタテインメント
- オフィスティーエム
- 梁山泊エンターテイメント
- 関西トラスト
- レオーネ
- DVシネマJAPAN
- ファーストインプレッション
- ピープス
- シュガーエンタープライズ
- オフィス中条
- ルノンプロモーション
- ワールドムービープロダクション
- office MH
- オフィス白竜
- SJ
- PsiD
- グランプリ
- グランプリエクセレント
- ミュージアム[8]
- ミュージアムピクチャーズ
- GPミュージアム[8]
- GPミュージアムソフト[8]
- オールイン エンタテインメント[8]
- 製作委員会方式

など

## 制作
- グランプリエクセレント
- ミュージアムピクチャーズ
- メディア・ワークス
- アルファワークス
- 村上劇画プロ
- ミキオオフィス
- プレイビル・ドーダサービス
- Image House
- Movie Gang Production（MGP）
- ANGLE
- テンダープロ
- 楽映舎
- CSP
- ワールドムービープロダクション
- ソリッドフィーチャー
- オフィス白竜

など

## 制作協力
- 松竹京都映画
- アトリエ羅夢
- ANGLE
- アスプロスドラーゴ
- スタジオデコレーション
- T-REX FILM

など